# Рока (Империја)
Рока је насеље у Италији у округу Империја, региону Лигурија.
Према процени из 2011. у насељу је живело 24 становника. Насеље се налази на надморској висини од 237 м.